# Teddy Quinlivan
Theodora "Teddy" Quinlivan es una modelo estadounidense descubierta en 2015 por Nicolas Ghesquière, director creativo de Louis Vuitton.

## Trayectoria
En septiembre de 2017, Quinlivan  declaró su identidad  sexual como transgénero.  Esta declaración  fue elogiada por varios profesionales de la industria de la moda como Ghesquière, diseñador de Marc Jacobs, o el maquillador Pat McGrath, entre otros.
Como modelo ha desfilado para diseñadores como Carolina Herrera, Jeremy Scott, Jason Wu, Dior, Louis Vuitton y Saint Laurent.
En 2019, Quinlivan se convirtió en la primera modelo abiertamente transgénero contratada por Chanel.
Actualmente está considerada como una de las modelos "Top 50" de models.com.
A partir de su propia experiencia Quinlivan, se comprometió a no trabajar con aquellos diseñadores o marcas que trabajaran con personas acusadas mala conducta sexual.

## Biografía
Quinlivan creció en Boston, Massachusetts.  Estudió arte en la Walnut Hill School for the Arts. Quinlivan reside en la ciudad de Nueva York.  